# 무성 (북주)
무성(武成, 559년 8월 ~ 560년)은 북주(北周) 명제(明帝) 우문육(宇文毓)의 연호로 북주 최초의 연호이다. 1년 5개월 동안 사용하였다. 560년 4월 명제의 뒤를 이어 즉위한 무제(武帝)가 남은 8개월 동안 이어서 사용하였으며 561년에 개원하였다.

## 개원
- 기묘년(己卯年) 8월 15일[1](559년 10월 1일)에 칭제건원 후, 연호를 무성(武成)으로 건원함.[2][3][4][5]

- 무성(武成) 3년 1월 1일[6](561년 2월 1일)에 연호를 보정(保定)으로 개원함.[7][8][9][5]

## 연대 대조표
| 무성        | 원년            | 2년                             |
| 서기        | 559년           | 560년                           |
| 간지        | 기묘(己卯)      | 경진(庚辰)                      |
| 북제 (北齊) | 천보(天保) 10년 | 건명(乾明) 원년 황건(皇建) 원년 |
| 남진 (南陳) | 영정(永定) 3년  | 천가(天嘉) 원년                 |
| 후량 (後梁) | 대정(大定) 5년  | 6년                             |

## 동시대 연호

### 한국
신라(新羅)
- 개국(開國) (551년 ~ 568년)

### 중국
남진(南陳)
- 영정(永定) (557년 ~ 559년)
- 천가(天嘉) (560년 ~ 566년)

북제(北齊)
- 천보(天保) (550년 ~ 559년)
- 건명(乾明) (560년)
- 황건(皇建) (560년 ~ 561년)

후량(後梁)
- 대정(大定) (555년 ~ 562년)

고창국(高昌國)
- 건창(建昌) (555년 ~ 560년)

기타 정권
- 소장(蕭莊) 천계(天啓) (558년 ~ 560년)

## 같이 보기
- 다른 왕조의 같은 연호
  - 전촉(前蜀) 무성(908년 ~ 910년)

- 중국의 연호 목록